# Trichromie
Trichromie (uit het Grieks: tri = drie en chromos = kleur) is een procedé in de kleurenfotografie waarbij drie afzonderlijke zwart-witopnamen door toepassing van drie kleurenfilters (rood, groen en blauw) middels projectie tot één geheel worden samengevoegd door ze over elkaar te leggen.
Het samenvoegen van de drie opnamen tot 1 beeld geschiedt via de "klassieke" methodes met zwart-witfilm. Door een positief te ontwikkelen van elk der zwart-witnegatieven en vervolgens de drie beelden door projectie door de kleurfilters op een kleurenfilm vast te leggen, ontstaat het kleurenbeeld. Ook kunnen de kleuren via elektronische of digitale methode tot stand komen (met een pc bijvoorbeeld met fotobewerkingssoftware).
Het verschil tussen trichromie en de tegenwoordig gebruikte kleurenopnamen bestaat in het feit dat de drie afzonderlijke zwart-witbeelden na elkaar worden gefotografeerd en pas later tot een kleurenbeeld worden gemonteerd.
De methode is sinds het einde van de 19e eeuw in gebruik en werd pas mogelijk toen zwart-witmateriaal kon worden overgezet op kleurgevoelig fotopapier. 